# Чанба, Олег Евгеньевич
Оле́г Евге́ньевич Ча́нба (27 марта 1962, Ахалсопели, Абхазская АССР — 6 января 1993, Абхазия) — подполковник ВС РФ, участник грузино-абхазской войны, Герой Абхазии.

## Биография
Родился 27 марта 1962 года в селе Ахалсопели Гудаутского района Абхазской АССР.
Окончил среднюю школу, затем Армавирское военное авиационное училище. Службу проходил в различных авиационных частях на Дальнем Востоке и в Молдавии.
Участвовал в боевых действиях в период грузино-абхазской войны, командовал сначала противовоздушной обороной Гумистинского рубежа, а затем ВВС Республики Абхазия. Для борьбы с грузинскими войсками Чанба применил дельтапланы, новый вид газовых бомб. Самолично совершал боевые вылеты на бомбардировки скоплений войск противника.
6 января 1993 года при выполнении очередного вылета самолёт Чанбы был сбит над Чёрным морем, тело его так и не было обнаружено. Кенотаф ему установлен на Одинцовском кладбище города Смоленска.
Посмертно Чанба был удостоен звания Героя Абхазии.